# 瓦迪斯瓦夫·斯皮爾曼
華迪史洛·史匹曼 （波蘭語：Władysław Szpilman，1911年12月5日—2000年7月6日），波蘭猶太裔鋼琴家、作曲家，因2002年羅曼·波蘭斯基改編自其回憶錄的電影而為人所熟識，片中史匹曼由安卓·布洛迪飾演。

## 鋼琴家生涯

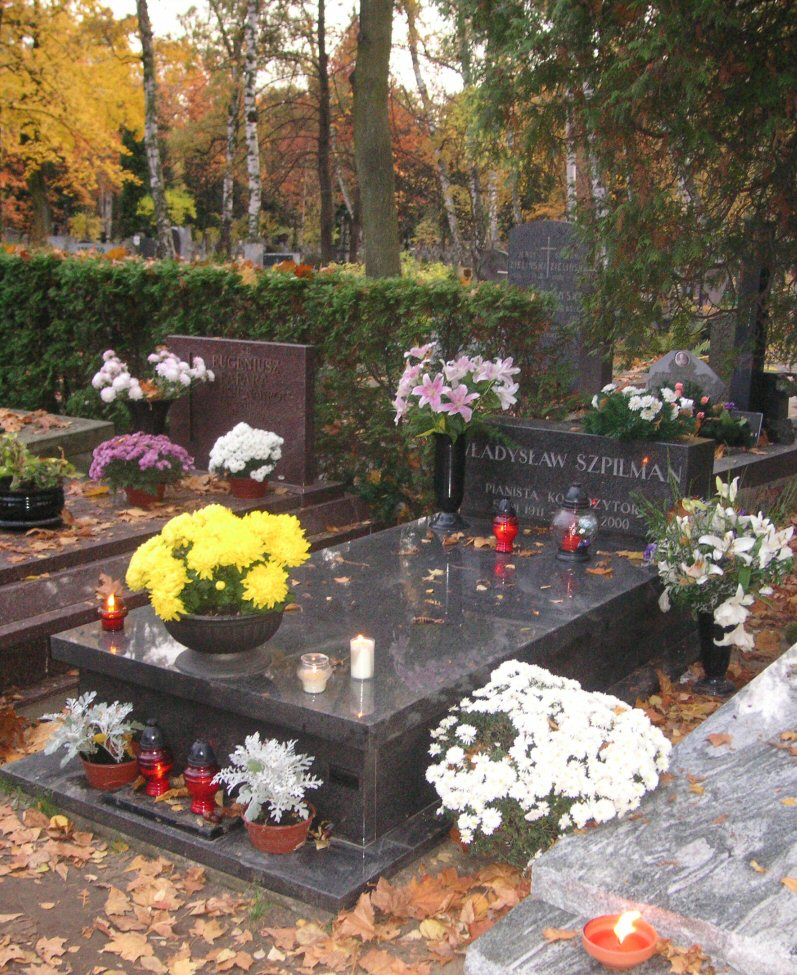
華迪史洛·史匹曼的墳墓，位於波蘭華沙的波瓦斯基軍人公墓

史匹曼的鋼琴生涯始于华沙音乐学院，1931年受邀到德國柏林艺术学院學習。1933年希特勒掌权後，史匹曼回到華沙，很快成為一位著名的鋼琴家和作曲家。
1935年4月1日，史匹曼加入波蘭廣播電台，表演古典音樂和爵士音樂，直到1939年9月德國入侵波蘭華沙。納粹政府在華沙在内的很多波蘭城市成立了猶太人居住區，史匹曼和家人的公寓也在其中。为了勉强支持一家六口的生計（父母、兩個姐姐、一個弟弟和他本人），史匹曼在猶太區的一间餐廳继续弹奏鋼琴。
1942年，史匹曼的其餘家人被送至特雷布林卡集中營，在毒氣室被殺害，史匹曼則艱苦的四處躲藏努力求生，期間亦接受過對猶太人深感同情的德軍軍官威爾姆·歐森菲德的援助。二戰結束时，只有史匹曼一人奇蹟似的存活下来。

## 作曲
斯皮爾曼從早年在柏林生活開始，從未放棄創作音樂的願望，即使當時住在華沙猶太區。他的作品包括管弦樂作品、協奏曲、鋼琴曲，還有大量的廣播劇和電影音樂，以及約500首歌曲。其中超過100首歌曲在波蘭都是非常著名的熱門歌曲。1950年代，他為兒童創作了約40首歌曲，並於1955年獲得波蘭作曲家聯盟頒發的獎項。
他的兒子安德烈·斯皮爾曼（Andrzej）於1998年評論說，斯皮爾曼的作品在波蘭以外沒有得到更廣泛的受眾，並將其歸因於戰後「歐洲在文化和政治上分裂為兩半」。他的父親「在幾十年的時間裡塑造了波蘭流行音樂界，但波蘭西部邊境對東歐國家的音樂構成了障礙」。 （安德烈·斯皮爾曼為1999年版《鋼琴家》所寫的“前言”，第 8 頁）
斯皮爾曼的作品包括1932年的鋼琴組曲“機器的生活”、1933年的小提琴協奏曲、1937年的“老式華爾茲”、電影配樂：“Świt, dzień i noc Palestyny”（1934年）、“Wrzos”（1938年）和“Doctor Murek”（1939年）、「自身主題的釋義」（1948年）、「交響樂團序曲」（1968年）以及許多在波蘭非常流行的歌曲。目前，他的作品以印刷版的形式由紐約、柏林和倫敦的Boosey & Hawkes/Bote & Bock音樂出版社出版。
1961年，他發起並組織了每年夏天在波蘭舉辦的索波特國際歌曲節（Sopot International Song Festival）。他創立了波蘭流行音樂作家聯盟。

## 《華沙之死》
華迪史洛·史匹曼在戰爭結束時寫下了他的經歷，并于1946年出版，當時的書名取自書中某篇章，名為《華沙之死》（The Death of a City）。因為波蘭政府的查禁，此书直至五十多年後才再次出版。